# Morfotyp
Morfotyp – w biologii i medycynie pojęcie określające odrębne pod względem morfologii jednostki.
W medycynie morfotypem mogą być neurony, komórki jajowe oraz nowotwory o określonym kształcie.
W biologii jako morfotyp określa się osobniki gatunku polimorficznego wyróżniające się cechami morfologicznymi od innych grup. Wyróżniane mogą być różniące się wyglądem larwy, grupy zwierząt różniące się wielkością oraz grupy roślin należące do jednego taksonu, lecz o wyraźnie odmiennym wyglądzie. Na podstawie cech morfologicznych wyróżniane są także morfotypy mikroorganizmów, będące grupą w obrębie taksonu. Jako morfotyp może być traktowany szczep bakterii pozwalający na jego wyróżnienie ze względu na wygląd.
Zróżnicowanie morfotypów wyróżnianych wśród osobników jednego gatunku może mieć podłoże genetyczne. U Oxalis pes-caprae odmienny morfotyp mają osobniki pentaploidalne.
Cechy morfologiczne pozwalające wyróżnić morfotyp w obrębie taksonu nie muszą być determinowane genetycznie, lecz mogą wynikać z plastyczności fenotypowej. U roślin uwarunkowany genetycznie wzorzec wzrostu i rozwoju może ulegać znacznym modyfikacjom wynikającym między innymi z wpływu patogenów.